# Adige
Adige (în germană Etsch) este un râu care izvorăște din munții Ötztaler Alpen din Tirolul de Sud din Italia, curge pe teritoriul Italiei Superioare și se varsă în Marea Adriatică.

## Curs
Adige își are izvorul în Alpii Ötztaler, pe șaua Reschenscheideck (1.525 m) în Tirolul de Sud, fiind după lungime al doilea râu din Italia. Prima parte a cursului lui are un caracter torențial, până ce ajunge la localitatea Glorenza (Glurns) de unde traversează regiunea Val Venosta (Vinschgau). Între localitățile Merano (Meran) și Bolzano (Bozen) valea este numită Val Adige (Etschtal). La Merano Adige primește apele afluentului Passirio (Passer), iar în apropiere de Bolzano se varsă în el râul Isarco (Eisack); de aici valea din vest este numită Überetsch. Adige iese din regiunea Tirolul de Sud la Salorno (Salurn). Înainte de Verona traversează defileul Chiusa di Verona ( Berner Klause), de la Verona curge printr-o regiune de câmpie, situată pe cursul inferior al râului Po, având acum un curs domol, cu maluri mlăștinoase. Se ramifică și curge în nordul deltei lui Po în Marea Adriatică. Adige parcurge 220 de km în Tirolul de Sud, până la Legnago are o cădere între  1:510 și 1:1.200. La gura de văsare a lui Eisack are lățimea de 78 m, fiind  navigabil pe 297 km. La Verona are deja 120 de m lățime, iar mai departe în aval brațul principal atinge lățimea de 260 m cu o adâncime între 3 și 5 m.